# Сапожников, Геннадий Игнатьевич
Сапо́жников Генна́дий Игна́тьевич (1 ноября 1933, д. Хирлеппоси, Аликовский район, Чувашская АССР — 29 июля 2004, Москва) — биолог (ихтиопатолог-паразитолог), доктор биологических наук, заслуженный деятель науки Чувашской Республики (2003).

## Биография
Геннадий Сапожников родился в дер. Хирлеппоси Аликовского района Чувашской АССР 1 ноября 1933 года в крестьянской семье.
В 1951 году окончил Аликовскую имени И. Я. Яковлева среднюю школу, в 1956 году с отличием окончил Казанский имени Н. Э. Баумана Ветеринарный Институт. Три года проработал ветеринарным врачом в Казахстане, затем в течение семи лет заведующим ветучастка деревни Ямашево Канашского района Чувашии, главным ветеринарным врачом Янтиковского района Чувашии, заведующим отдела эпизотологии ветеринарной лаборатории Чувашской республики.
1965—1967 годы Геннадий Игнатьевич учится в Москве, в аспирантуре Всероссийского имени К. И. Скрябина НИИ Гельмонтологии (ВИГИС).
В 1967-1968 годы Г. Сапожников трудится младшим, затем старшим научным сотрудником ВИГИС.
В 1978 году ему поручают руководить лабораторией болезней рыб ВИГИС. В 1994 году его приглашают на должность ветврача-ихтиопатолога Министерства сельского хозяйства РФ.
В 2001 году Геннадий Игнатьевич возвращается в ВИГИС, работает научным сотрудником.
Геннадий Игнатьевич скончался 29 июля 2004 в Москве.

## Научные труды
Ученый написал 312 научных трудов, выпустил 5 книг. Является автором 18 изобретений и 3 рационализаторских предложений, также он подготовил 30 нормативно-технических документов.

### Некоторые труды
- Сапожников, Г. И. Ӗне выльӑхӑн пукра чирне пӗтересси / Г. И. Сапожников. — Шупашкар : Чӑвашиздат, 1964. — 12 с.
- Лысенко, А. А. Миксоболез пестрых толстолобиков / А. А. Лысенко, Г. И. Сапожников // Ветеринария. — 2004. — N 1. — С. 17-19.
- Сапожников, Г. И. Диплостомозы рыб: этиология, эпизоотология и биологические методы борьбы / Г. И. Сапожников, В. В. Миронова, Н. И. Косяев // Состояние и проблемы ветеринарной санитарии, гигиены и экологии в животноводстве (сборник научных трудов) / Чуваш. гос. с.-х. акад. — Чебоксары, 2004. — С. 457—460.

## Награды, звания
Геннадий Игнатьевич награждён медалями «Ветеран труда», «850-летия Москвы», «Почетный работник рыбного хозяйства России», 100 лет со дня рождения академика К. И. Скрябина, серебряной медалью ВДНХ.